# Renault 5 Alpine Turbo
Renault 5 Alpine Turbo é uma versão melhorada do modelo compacto Renault 5 da marca de automóveis da Renault.